# Shōki Ōhara
Shōki Ōhara (jap. 大原 彰輝, Ōhara Shōki; * 28. August 1999 in Tamamura, Präfektur Gunma) ist ein japanischer Fußballspieler.

## Karriere
Shōki Ōhara erlernte das Fußballspielen in den Jugendmannschaften von Shibane Little Star, dem SC Fujioka Kickers und Mito Hollyhock. Bei Mito unterschrieb er 2018 seinen ersten Profivertrag. Der Verein aus Mito spielte in der zweiten japanischen Liga, der J2 League. Hier stand er bis 2020 unter Vertrag. Die Saison 2019 wurde er an Albirex Niigata (Singapur) ausgeliehen. Der Verein wurde 2004 gegründet und ist ein Ableger des japanischen Vereins Albirex Niigata. Der Verein besteht fast ausschließlich aus japanischen Spielern und spielte in der ersten singapurischen Liga, der Singapore Premier League. Für den Verein absolvierte er 21 Erstligaspiele. Nach der Ausleihe kehrte er nach Mito Anfang 2020 zurück. Von September 2020 bis Saisonende spielte er auf Leihbasis beim Ococias Kyoto AC. Mit dem Verein aus Kyoto spielte er dreimal in der fünften Liga, der Kansai Soccer League. Nach der Ausleihe wurde er von Kyoto fest verpflichtet. Hier stand er drei Spielzeiten unter Vertrag und bestritt 22 Ligaspiele. Im Februar 2024 wechselte er zum Fünftligisten Asuka FC. Mit dem Verein aus Kashihara spielte er in der Kansai Soccer League (Div.1). Am Ende der Spielzeit 2024 belegte er den ersten Platz und stieg anschließend in die vierte Liga auf.

## Erfolge
Asuka FC
- Regionalliga Finalrunde: 2024  ▲
- Kansai Soccer League (Div.1): 2024